# Kuća Cveća

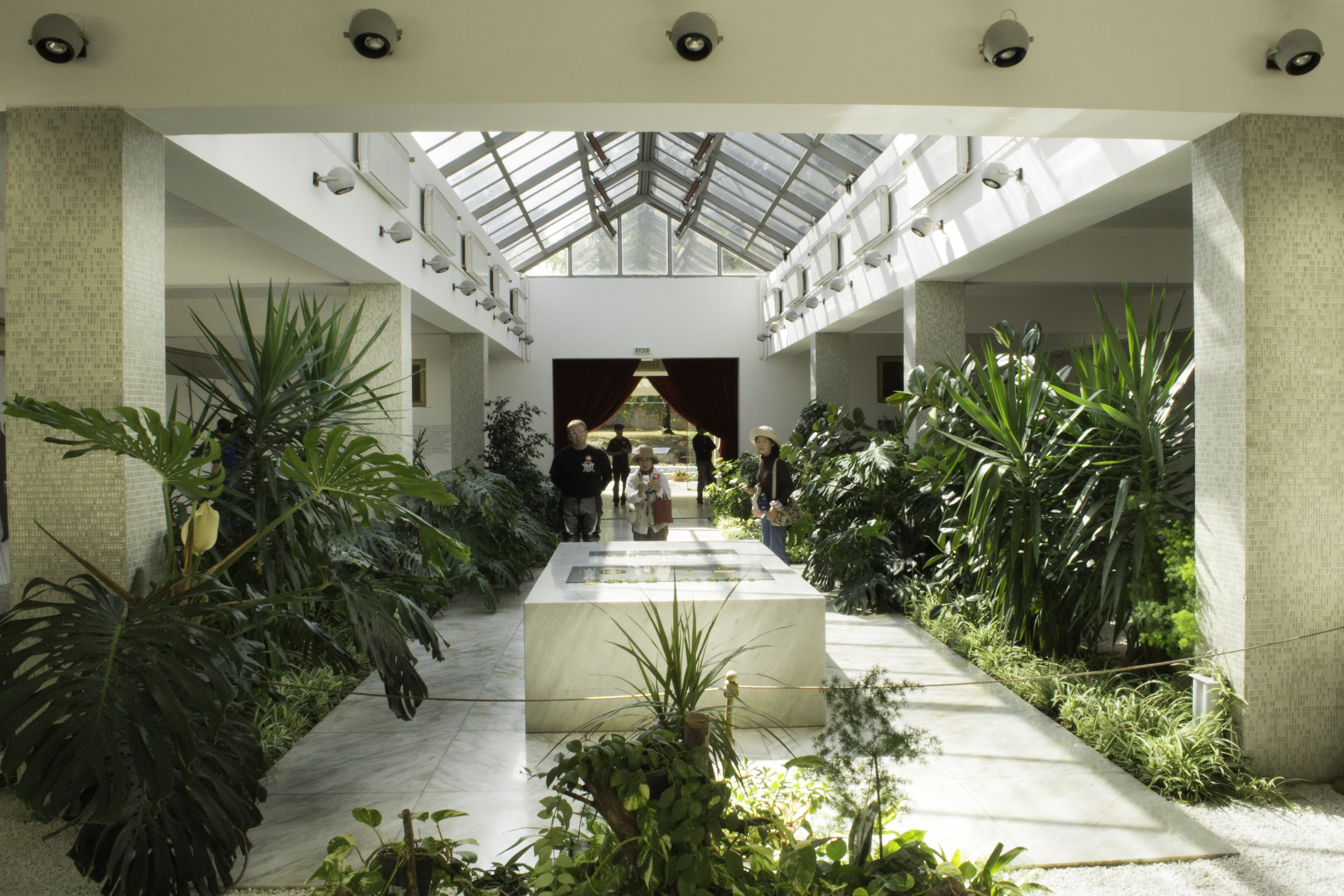
La tomba del Maresciallo Tito all'interno del mausoleo.

Kuća Cveća (Casa dei fiori in serbo; in bosniaco e croato Kuća cvijeća; in cirillico Кућа цвећа, in sloveno Hiša cvetja; in macedone Куќа на цвеќето) è un monumento funebre costruito presso la collina di Dedinje a Belgrado in Serbia che ospita la salma del maresciallo Tito, presidente della Repubblica Socialista Federale di Jugoslavia dal 1953 al 1980, morto il 4 maggio di quell'anno.
Per circa un decennio dopo il crollo della Jugoslavia l'intero complesso (la tomba e il memoriale) furono chiusi al pubblico e la guardia d'onore rimossa. Il nome deriva dal fatto che molti fiori venivano posati sul sepolcro del maresciallo. Durante la vita di Tito era chiamato "negozio di fiori" perché gli serviva da ufficio alternativo e godeva della presenza di un giardino coperto.
Oggi, specialmente il 25 maggio (compleanno ufficiale di Tito) — già "Giorno della gioventù" (in serbocroato "Dan mladosti") durante il regime — è aperto ai molti turisti e a coloro che desiderano portare i propri omaggi all'antico presidente comunista: nel 2005 ci furono oltre 3000 visitatori. Nella proprietà c'è inoltre un museo che contiene l'ampia collezione di regali fatti a Tito durante le sue molte visite ufficiali all'estero.
C'è una polemica con la Croazia, che ha proposto la sistemazione della salma a Kumrovec, villaggio natale del maresciallo, dove già esiste un monumento e la sua casa natia.
Dal 2013 nel mausoleo è sepolta anche la moglie del maresciallo, Jovanka.